# Moj dom - teatr
Moj dom - teatr (Мой дом — театр) è un film del 1975 diretto da Boris Vladimirovič Ermolaev.

## Trama
Ostrovskij ricorda il primo periodo della sua carriera durante la sua collaborazione con il Teatro Malyj.